# AWA United States Heavyweight Championship
L'AWA United States Heavyweight Championship (que l'on peut traduire par championnat poids lourd des États-Unis de l'AWA) est un championnat de catch utilisé par l'American Wrestling Association de 1960 à 1962. Il tire ses origines du championnat poids lourd des États-Unis de la National Wrestling Alliance (NWA) (version Chicago / Detroit) qui est alors reconnu par le Minneapolis Boxing & Wrestling Club. En 1960, Verne Gagne rachète le Minneapolis Boxing & Wrestling Club et la renomme en American Wrestling Association. Gagne est alors le champion poids lourd des États-Unis de la NWA (version Chicago / Detroit) et décide de créer son propre championnat des États-Unis dont il se proclame comme premier champion. De sa création jusqu'à sa disparition, ce titre a été détenu par cinq catcheurs pour sept règnes.

## Histoire
Jusqu'en 1960, le Minneapolis Boxing & Wrestling Club reconnaît le championnat poids lourd des États-Unis de la National Wrestling Alliance (NWA) (version Chicago / Detroit). Le 12 avril 1958, Verne Gagne bat Dick the Bruiser (en) pour devenir champion poids lourd des États-Unis de la NWA (version Chicago / Detroit). En 1960, Gagne et Wally Karbo rachètent le Minneapolis Boxing & Wrestling Club et renomment cette fédération en American Wrestling Association. Gagne étant toujours champion poids lourd des États-Unis de la NWA, il décide de se proclamer comme étant le premier championnat poids lourd des États-Unis de l'AWA. Il reste champion jusqu'au 16 août où il rend son titre vacant après être devenu champion du monde poids lourd de l'AWA. Wilbur Snyder (en) puis Gene Kiniski qui lui succèdent sont tous deux champion à deux reprises. Le premier règne de Snyder est le plus court et dure moins d'un mois et 13 jours. Mr M (en) est le dernier champion et il doit rendre son titre vacant le 9 janvier 1962 après avoir remporté le championnat du monde poids lourd de l'AWA. 
| # | Champion             | Règne | Date             | Durée                    | Lieu                    | Notes | Réf   |
| - | -------------------- | ----- | ---------------- | ------------------------ | ----------------------- | --- | ----- |
| 1 | Verne Gagne          | 1     | 12 avril 1958    | 2 ans, 4 mois et 4 jours | Chicago (Illinois)      | Il bat Dick the Bruiser (en) pour devenir champion poids lourd des États-Unis de la NWA (version Chicago / Detroit). En 1960, Gagne se proclame comme premier champion poids lourd des États-Unis de l'AWA. | ,     |
| - | Vacant               | 1     | 16 août 1960     | NC                       | Minneapolis (Minnesota) | Gagne rend le titre vacant après être devenu champion du monde poids lourd de l'AWA. | [ 3 ] |
| 2 | Wilbur Snyder (en)   | 1     | novembre 1960    | NC                       | NC                      | | [ 3 ] |
| 3 | Gene Kiniski         | 1     | 13 décembre 1960 | 2 mois et 2 jours        | Minneapolis (Minnesota) | | [ 5 ] |
| 4 | Wilbur Snyder        | 2     | 15 février 1961  | 1 mois et 17 jours       | Duluth (Minnesota)      | | [ 3 ] |
| 5 | Gene Kiniski         | 2     | 1er avril 1961   | NC                       | Saint Paul (Minnesota)  | | [ 6 ] |
| 6 | Hard Boiled Haggerty | 1     | septembre 1961   | NC                       | NC                      | | [ 3 ] |
| 7 | Mr M (en)            | 1     | 17 octobre 1961  | 2 mois et 23 jours       | Minneapolis (Minnesota) | | [ 7 ] |
| - | Abandonné            | NC    | 9 janvier 1962   | NC                       | Minneapolis (Minnesota) | Le titre est vacant quand Mr M devient champion du monde poids lourd de l'AWA. Ce championnat cesse d'être utilisé.                                                                                         | ,     |